# Sonnet d'Arvers
Le Sonnet d'Arvers, paru en 1833 dans le recueil poétique Mes heures perdues de Félix Arvers, est l'un des sonnets les plus populaires du XIXe siècle.

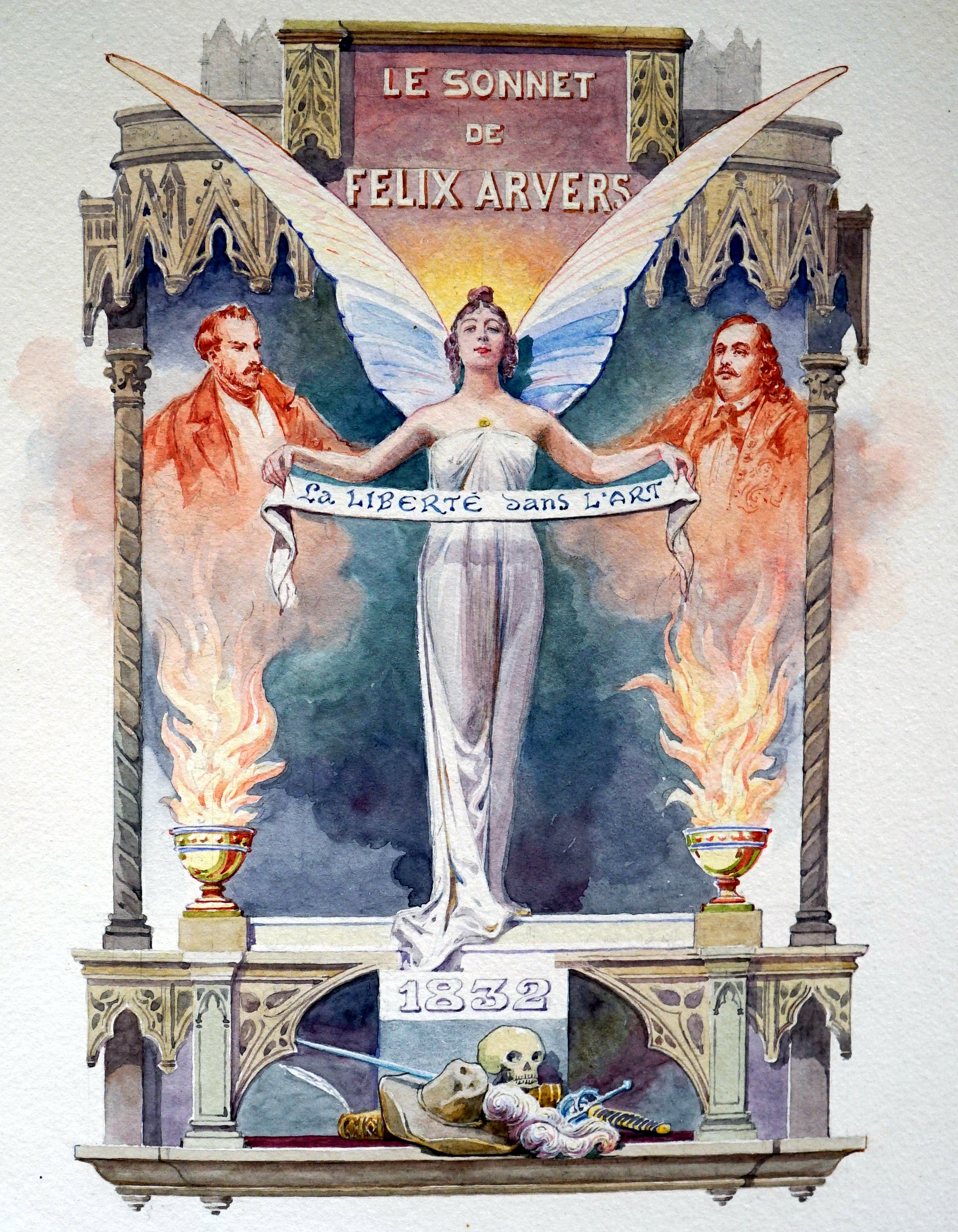
Le sonnet illustré par Eugène Auger.

## Sonnet
« Mon âme a  son secret, ma vie a son mystère : 

Un amour éternel en un moment conçu. 

Le mal est sans espoir, aussi j'ai dû le taire, 

Et celle qui l'a fait n'en a jamais rien su.
Hélas ! j'aurai passé près d'elle inaperçu, 

Toujours à ses côtés, et pourtant solitaire, 

Et j'aurai jusqu'au bout fait mon temps sur la terre, 

N'osant rien demander et n'ayant rien reçu.
Pour elle, quoique Dieu l'ait faite douce et tendre, 

Elle ira son chemin, distraite, et sans entendre 

Ce murmure d'amour élevé sur ses pas ;
À l'austère devoir pieusement fidèle, 

Elle dira, lisant ces vers tout remplis d'elle : 

« Quelle est donc cette femme ? » et ne comprendra pas. »

### Historique
Félix Arvers était reçu aux soirées de l'Arsenal organisées par Charles Nodier, et c'est sur le cahier de sa fille Marie, devenue madame Mennessier, qu'il écrivit les quatorze vers qui devaient assurer sa gloire.

## Le mystère de la dédicataire
L'auteur est aujourd'hui peu connu mais au XIXe siècle, ce poème était célèbre et l'identité de la destinataire sujette à de nombreuses suppositions; fallait-il, selon Blaze de Bury, n’y voir qu’une allégorie pure et simple ? Il écrit à ce sujet « Le sonnet d'Arvers ne vise pas telle ou telle personne de la société ; il vise la femme, être essentiellement réfractaire aux choses de la poésie quand son amour-propre n'y est pas intéressé, et qui ne comprend vos vers et vos hommages que le jour où votre gloire les lui renvoie et que vous avez fait d'elle une Elvire » ; d'autres croient reconnaitre Marie Nodier, ou madame Victor Hugo.
Théodore de Banville, quant à lui, trouve sacrilège une telle quête : « Comme elle n'a pas deviné l'amour chaste et résigné du poète, comme elle ne lui a donné ni une consolation ni un sourire, il faut aussi qu'elle ne marche jamais sur le tapis triomphal qu'il avait étendu devant ses pieds dédaigneux. »
Un tel avertissement ne découragea pas les chercheurs. Les uns estimaient que la femme n'existait pas réellement et qu'il ne s'agissait que d'un badinage ; l'édition imprimée ne portait-elle pas la mention « Traduit de l'italien » ? Sainte-Beuve inclinait pour cette solution mais ne donnait aucune référence et des décennies de recherche n'ont pas permis de retrouver l'original. D'autres voyaient dans cette mention un stratagème, destiné à égarer les soupçons d'un mari jaloux : ne présentait-on pas la femme comme restant « À l'austère devoir pieusement fidèle » ?
Et l'on cherchait cette mystérieuse créature. Charles Glinel, auteur de la première biographie un peu détaillée d'Arvers, penchait pour Mme Mennessier : « Une personne, digne de toute créance m'a redit une confidence que l'éditeur Hetzel lui avait faite comme la tenant d'Arvers lui-même, c'est que le poète, en composant son fameux sonnet, avait pensé à Marie Nodier. » Un poète franc-comtois, Édouard Grenier, confirme l'explication et Adolphe Racot ajoute que la précision « Traduit de l'italien » ne figurait pas sur le cahier de Mme Mennessier qu'il a eu en main. Ne serait-ce pas qu'elle savait parfaitement à quoi s'en tenir ?
Abel d'Avrecourt proteste contre une pareille solution : « Rien de plus naturel - le sonnet était alors dans toutes les bouches - que la femme lettrée ait demandé à l'ami d'en inscrire sur ses tablettes une copie durable de sa main. D'ailleurs, pourrait-on croire qu'un homme, épris d'une femme dont l'honnêteté est au-dessus de toute atteinte, ait choisi son propre album pour y déposer un hommage indiscret dans sa discrétion ? » Et un certain Poullain, légataire universel d'Arvers partage cet avis.
Des esprits fins ont remarqué que l'inconnue pourrait bien être madame Victor Hugo, et ils s'appuient sur deux rimes du dernier tercet : « fidèle » et « d'elle » qui feraient écho au prénom Adèle. C'était l'opinion du général Arvers, cousin du poète, qui répétait l'explication que son père lui avait donnée plusieurs fois.
Une autre explication peut être trouvée dans le livre de Jean-Pierre Fontaine Les nouveaux mystères de l'Yonne (Ed. De Borée 2007) où il est dit que l'amour caché d'Arvers aurait été une jeune fille de sa ville natale, rencontrée alors qu'ils étaient tous deux adolescents, qu'il ne put ni épouser ni courtiser, et qui mourut très jeune ; leurs tombeaux se trouveraient dans le même cimetière.
Malgré cette notoriété, Félix Arvers est inconnu du Grand Dictionnaire Universel de Pierre Larousse, pourtant contemporain. Le Nouveau Larousse illustré donne intégralement le fameux sonnet, mais en intervertissant« ma vie » et « mon âme » dans le premier vers. L'ordre y fut rétabli en 1914.

## Pastiches et reprises
Quoi qu'il en soit, le triomphe de ce sonnet fut, bien sûr, de se voir pasticher au-delà du possible. Il y eut des réponses de la femme :

« Ami, pourquoi nous dire, avec tant de mystère, 

Que l'amour éternel en votre âme conçu, 

Est un mal sans espoir un secret qu'il faut taire, 

Et comment supposer qu'Elle n'en ait rien su ?
Non, vous ne pouviez point passer inaperçu, 

Et vous n'auriez pas dû vous croire solitaire. 

Parfois les plus aimés font leur temps sur la terre, 

N'osant rien demander et n'ayant rien reçu.
Pourtant Dieu mit en nous un cœur sensible et tendre, 

Toutes dans le chemin, nous trouvons doux d'entendre 

Un murmure d'amour élevé sur nos pas.
Celle qui veut rester à son devoir fidèle 

Est émue en lisant ces vers tout remplis d'elle, 

Elle avait bien compris... mais ne le disait pas. »

Une autre, plus dévergondée, n’hésitait pas à dire :

« Mon cher, vous m'amusez quand vous faites mystère 

De votre immense amour en un moment conçu. 

Vous êtes bien naïf d'avoir voulu le taire, 

Avant qu'il ne fût né je crois que je l'ai su.
Pouviez-vous, m'adorant, passer inaperçu, 

Et, vivant près de moi, vous sentir solitaire ? 

De vous il dépendait d'être heureux sur la terre : 

Il fallait demander et vous auriez reçu.
Apprenez qu'une femme au cœur épris et tendre 

Souffre de suivre ainsi son chemin, sans entendre 

L'ami qu'elle espérait trouver à chaque pas.
Forcément au devoir on reste alors fidèle ! 

J'ai compris, vous voyez, « ces vers tout remplis d'elle. » 

C'est vous, mon pauvre ami, qui ne compreniez pas. »

Une demi-mondaine n’y allait pas par quatre chemins :

« Montre enfin au grand jour, loin d’en faire mystère, 

Ce désir d’être aimé par tout homme conçu ! 

Mal d’amour, mon chéri, ne devrait pas se taire : 

Pouvais-je le guérir avant de l’avoir su ?
Jamais un beau garçon ne passe inaperçu… 

Tu n’es pas né pour vivre et languir solitaire. 

Viens trouver dans mes bras le bonheur sur la terre, 

Et ne t’en prends qu’à toi si tu n’as rien reçu.
Tu verras que je suis bien faite, ardente et tendre, 

Ni prude, ni bégueule et prête à tout entendre, 

Sachant par le menu ce que c’est qu’un faux pas.
Elle ne jure point de te rester fidèle, 

Cette folle amoureuse ! Un jour, tu diras d’elle : 

« Quelle fille c’était ! »… mais ne l’oublieras pas ! »

Et un séducteur, beaucoup plus sûr de lui, affirmait tranquillement :

« Je n’aurai pas longtemps laissé dans le mystère 

Mon amour insensé subitement conçu. 

Plein de désir, d’espoir, je ne pouvais me taire ; 

Celle dont je suis fou du premier jour l’a su.
Jamais je n’ai passé près d’elle inaperçu. 

À ses côtés comment se croire solitaire ? 

Pour moi j’aurai goûté le bonheur sur la terre, 

Osant tout demander, d’avoir beaucoup reçu.
Dieu ne l’avait pas faite en vain jolie et tendre. 

Elle a dans son chemin trouvé très doux d’entendre 

Les aveux qu’un amant murmurait sur ses pas.
À l’austère devoir, j’en conviens, peu fidèle, 

Elle saura, lisant ces vers tout remplis d’elle, 

Le nom de cette femme… et ne le dira pas. »

Maurice Donnay a donné ce pastiche dans Autour du Chat Noir (1926) :
SONNET
J’ai refait le sonnet d’Arvers
À l’envers.

« Mon âme est sans secret, ma vie est sans mystère,

Un déplorable amour en un moment conçu ;

Mon malheur est public, je n’ai pas pu le taire :

Quand elle m'a trompé, tout le monde l'a su

Aucun homme à ses yeux ne passe inaperçu ;

Son cœur par-dessus tout craint d’être solitaire ;

Puisqu’il faut être deux pour le bonheur sur terre,

Le troisième par elle est toujours bien reçu.

Seigneur, vous l’avez faite altruiste et si tendre

Que, sans se donner toute, elle ne peut entendre

Le plus discret désir murmuré sous ses pas.

Et, ﬁdèle miroir d’une chère inﬁdèle,

Elle dira, lisant ces vers tout remplis d'elle :

« Je connais cette femme »… et n'insistera pas. »

Dans la deuxième moitié du XXe siècle le sonnet d’Arvers eut encore les honneurs de Roland Bacri, ce collaborateur du Canard enchaîné qui parlait si naturellement en vers que ses amis furent obligés de lui offrir un Dictionnaire des mots qui ne riment pas. Cette fois-ci le soupirant appartenait à un sexe surnuméraire et - faut-il le dire ? - il n'était pas amoureux d'une dame puisque le poème s'appelait Le garçonnet d’Arvers (ou d'à revers, suivant les éditions). Après nous avoir appris que « Le mâle est sans espoir… ». Le sonnet se terminait, comme on devine, par cette chute (de reins) : « Quel est donc cet infâme ? et ne comprendra pas. »
L'oulipien Jacques Bens, dans Le Voyage d'Arvers a réécrit le Sonnet, à la gloire de sa cave à vin :

« Ma cave a son secret, mon cellier son mystère :

Le code de mes crus, spécialement conçu.

Chaque vin a sa clé, qu'il me convient de taire.

Aucun de mes amis n'en a jamais rien su.

[...] »

D'autres pasticheurs, enfin, oubliaient complètement le thème et ne voyaient plus dans le poème qu'un prétexte à bouts-rimés. Jean Goudezki écrit :

« Mon cadre a son secret, ma toile a son mystère : 

Paysage éternel en un moment conçu, 

Suis-je un pré ? suis-je un lac ? Hélas je dois le taire 

Car celui qui m'a fait n'en a jamais rien su. 
Hélas, j'aurai passé sur terre inaperçu, 

Toujours assez coté mais pourtant solitaire, 

Et mon auteur ira jusqu'au bout de la Terre 

Attendant la médaille et n'ayant rien reçu.
Le public, quoique Dieu l'ait fait gobeur et tendre, 

Passera devant moi, rapide, sans entendre, 

Malgré mon ton criard mes appels sur ses pas.
Au buffet du salon pieusement fidèle, 

Il va dire, en buvant son verre rempli d’ale : 

« Quels sont ces épinards ? » et ne comprendra pas. »

### Adaptations musicales
Le poème a été mis en musique par Charles-Marie Widor, Martial Caillebotte, Émile Pessard, Joseph Darcier, Georges Bizet en 1868, sous le titre Ma vie a son secret, Jean-Baptiste Faure (1878) et par Serge Gainsbourg au début des années 1960 sous le titre Le Sonnet d'Arvers. Private Pepper a également revisité le poème sur son EP « After the hit » en 2013.